# Municipio VIII (2001-2013)
Pour l’article homonyme, voir Municipio VIII (2013).

Localisation de l'ancien Municipio VIII sur la carte administrative de Rome avant 2013.

Le Municipio VIII, dit Tor Bella Monaca, est une ancienne subdivision administrative de Rome constituée d'une partie orientale de la ville.

## Historique
En mars 2013, il est remplacé par le nouveau Municipio VI sur le même territoire.

## Subdivisions
Il était composé des quartiers de : 
- Giardinetti,
- Acqua Vergine,
- Lunghezza,
- San Vittorino,
- Torre Spaccata,
- Torre Angela,
- Borghesiana,
- Torre Maura,
- Torrenova,
- Torre Gaia.

Il était également divisé en huit zones urbanistiques :
- 8a - Torre Spaccata
- 8b - Torre Maura
- 8c - Giardinetti-Tor Vergata
- 8d - Acqua Vergine
- 8e - Lunghezza
- 8f - Torre Angela
- 8g - Borghesiana
- 8h - San Vittorino